# Teredolaemus pilosus
Teredolaemus pilosus is een keversoort uit de familie knotshoutkevers (Bothrideridae). De wetenschappelijke naam van de soort werd in 1941 gepubliceerd door Howard Everest Hinton.